# Eislingen/Fils
Eislingen/Fils este un oraș din landul Baden-Württemberg, Germania.

## Personalități născute aici
- Heinrich Beck (1832 - 1881), celebru berar.